# Computer Professionals for Social Responsibility
Computer Professionals for Social Responsibility – założona w październiku 1981 r. (dzisiejsza nazwa została przyjęta w czerwcu 1982) niedochodowa organizacja amerykańska, której celem jest dostarczanie opinii publicznej i instytucjom politycznym wiedzy dotyczącej wpływu nowoczesnej informatyki na funkcjonowanie społeczeństwa, zarówno płynących z niej korzyści, jak i możliwych zagrożeń dla wolności i prywatności. Organizacja ma wiele oddziałów w USA, prowadzi dyskusje, organizuje doroczne spotkania i publiczne konferencje.